# Henry Ward Poole
Henry Ward Poole (1825 – 1890) è stato un ingegnere statunitense.
Esperto di statistica, educatore, ideatore di invenzioni musicali e strumenti (e noto per la tastiera Poole (Poole keyboard), inventore di sistemi di accordatura musicale, fratello del famoso bibliofilo William Frederick Poole e cugino del giornalista politico Fitch Poole.

## Pubblicazioni
On the true natural diatonic scale of music, and its adoption in the euharmonic organ, Worcester, 1848.
On Perfect Intonation and the Euharmonic Organ, New Englander and Yale review, maggio 1850.
Mappa topografica di Mine Hill e della ferrovia Schuylkill-Haven con rami secondari ed estensione ad Ashland, 1854.
On Perfect Harmony in Music, The Americal Journal of Science and Arts, luglio 1867, p. 1.
On the Musical Ratios, and our Pleasure in Harmonious Sounds, American Journal of Science, vol. xliv, n. 135, maggio 1868, p. 19.

## Brevetti USA
US 6,565 Alley & Poole. Organ action. 03.07.1849
US 73,753. H. W. Poole. Improved Enharmonic key-board for Organs, &c. 28.01.1868